# Leucanopsis terranea
Leucanopsis terranea är en fjärilsart som beskrevs av Rothschild 1909. Leucanopsis terranea ingår i släktet Leucanopsis och familjen björnspinnare. Inga underarter finns listade i Catalogue of Life.